# Raphaël Blanchard
Raphaël Anatole Émile Blanchard, född den 28 februari 1857 i Saint-Christophe-sur-le-Nais, Frankrike, död den 7 februari 1919 i Paris, var en fransk läkare och zoolog, som var professor vid medicinska fakulteten och föreståndare för dess laboratorium för parasitforskning vid universitetet i Paris. Han gav ut en mängd större och mindre skrifter över djurparasiter, huvudsakligen inälvsmaskar och iglar, samt var huvudredaktör för tidskriften Archives de parasitologie.

## Biografi
Blanchard studerade medicin i Paris 1874 då han blev intresserad av zoologi och arbetade vid laboratoriet vid École des Hautes-Études där han blev histologisk preparatör för Charles Robin och Georges Pouchet. Den senare påverkade honom till studier om experimentell teratologi (inducerande mutationer och missbildningar). 
Han reste runt i Europa 1877 genom ett stipendium från Paris stadsfullmäktige och studerade embryologi i Wien och jämförande anatomi i Bonn. Genom ytterligare ett stipendium 1880 fick han resa för att studera organisationen av universitet och biologisk utbildning i hela Europa. Han skrev en avhandling om anestesi inducerad av lustgas 1880 under handledning av Paul Bert och tog en medicine doktorsexamen. 

## Karriär och vetenskapligt arbete
Blanchard blev professor i naturhistoria vid medicinska fakulteten i Paris 1883 och år 1884 blev han också professor i antropologiska skolan. Han undervisade i medicinsk zoologi från 1883 till 1887. Efter studier vid Institut Pasteur 1896 blev han intresserad av mikrobiologi och började arbeta med parasitologi. Han grundade därvid tidskriften Archives de parasitologie 1898.

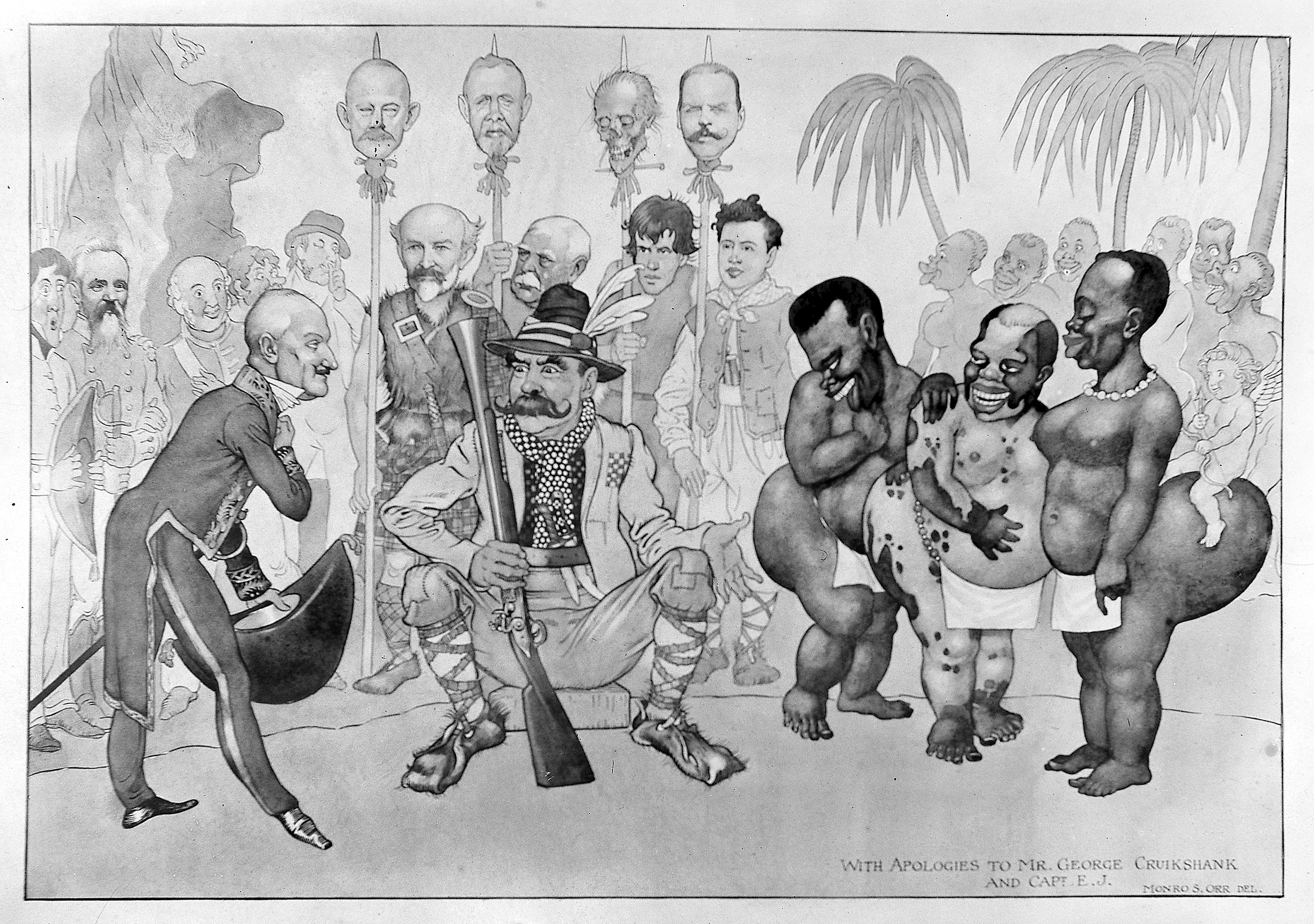
Karikatyr med titeln "En jägare som erbjuder en fransk gentleman tre 'hottentot' (steatopygota) kvinnor, representerar L. Sambon och Raphael Blanchard vid en anglo-fransk tropisk medicinkonferens", akvarell av Munro Scott Orr efter, 1913. Blanchard hade 1883 skrivit om steatopygi hos afrikanska kvinnor och betraktade den som atavistisk efter periodens vetenskapliga idéer.

År 1889 tjänstgjorde han som generalsekreterare för den första internationella zoologiska kongressen i Paris vid sidan av världsutställningen. Han utnämndes till officer av Hederslegionen 1912. Mot slutet av sitt liv studerade han medicinska verk från medeltiden inklusive steninskriptioner.